# 华沙人造椰枣树

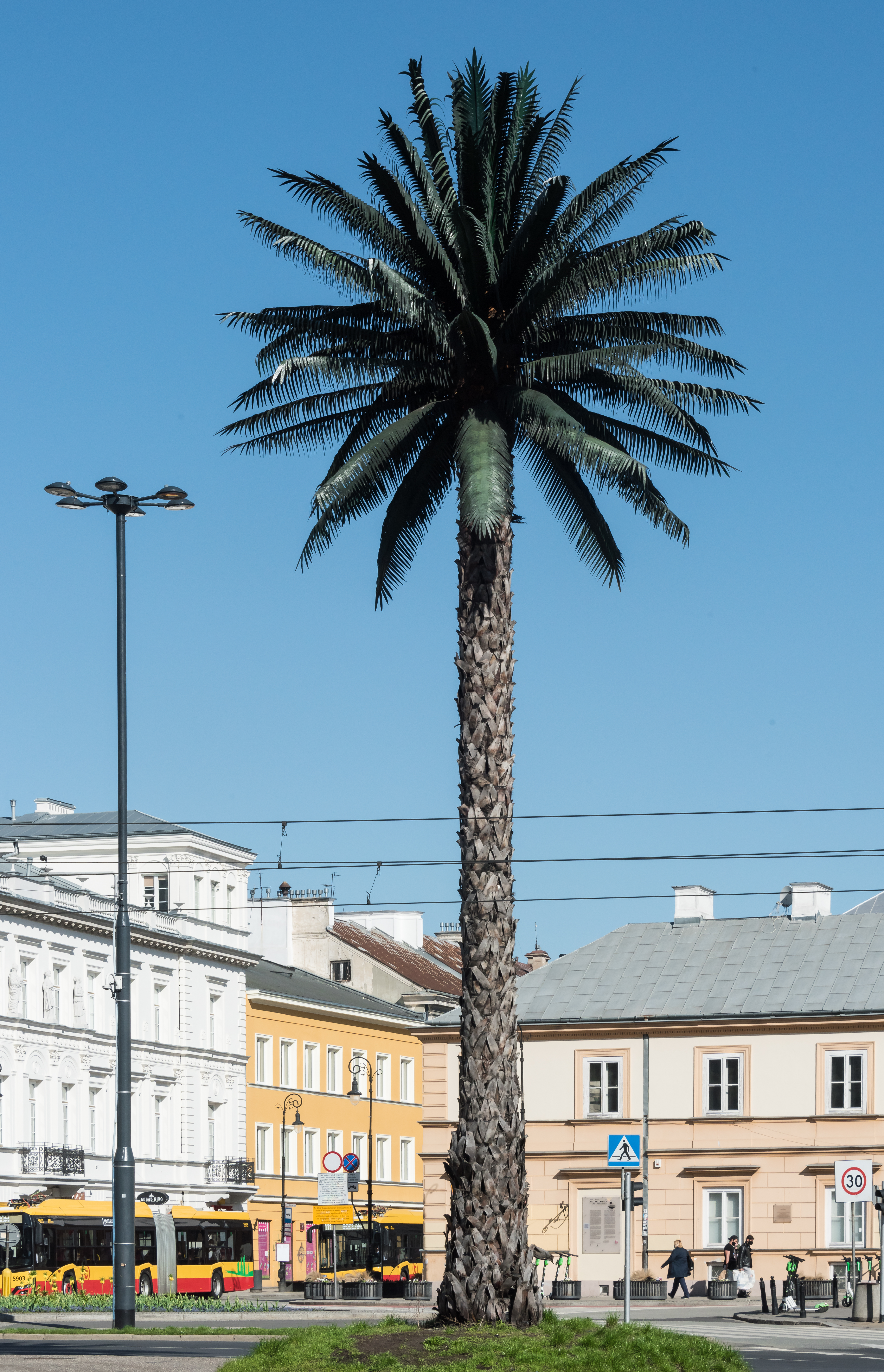

耶路撒冷大道的问候（波蘭語：Pozdrowienia z Alej Jerozolimskich）又名华沙人造椰枣树，是一件人造椰枣树形式的艺术结构，由波兰艺术家乔安娜·拉日科夫斯卡设计，自2002年12月12日起 位于波兰首都华沙耶路撒冷大道的戴高乐环岛（rondo gen. Charles’a de Gaulle’a）。

## 灵感
椰枣树是“耶路撒冷大道的问候”的一部分，其灵感来源于2001年乔安娜·拉日科夫斯卡和阿图尔·米耶夫斯基访问以色列。最初的想法是建造一个人造椰枣树的攀架，但后来乔安娜·拉日科夫斯卡改为建造一颗椰枣树。
设计师将她的艺术结构视为左派。
椰枣树由美国公司 Soul-utions.Com.制作，使用合成有机物和天然材料制成。树高十五米，防水。椰枣树的稳定性由混凝土 预制组件支撑。